# HPUE
고 출력 단말(HPUE: High Power User Equipment )은 LTE network에서 사용하는 특수 클래스 단말이다.
LTE 기준 Release11에서, 밴드 14(700 MHz)에 대한 소위 고출력 단말(HPUE)이 3GPP에 제안되었다. 기존 UE가 최대 23 dBm을 송출할 수 있는 것에 반해, HPUE는 최대 31 dBm까지 송출 할 수 있다. 전송 전달 범위는 출력에 따라 커지므로, cell 커버리지는 4 km에서 8 km로 넓어지고, 동일한 수의 eNB로 더 넓은 커버리지를 제공하게 된다.